# 雷德利希
雷德利希是德国梅克伦堡-前波美拉尼亚州的一个市镇。总面积9.13平方公里，总人口919人，其中男性471人，女性448人（2011年12月31日），人口密度101人/平方公里。